# Ryan Scicluna
Ryan Scicluna (Birchircara, 30 luglio 1993) è un calciatore maltese, centrocampista dello Żabbar St. Patrick.

## Carriera

### Club
Tra il 2010 e il 2019 a giocato nella massima serie del campionato maltese con il Birkirkara, con cui ha giocato anche in UEFA Champions League e in UEFA Europa League. Dopo due stagioni giocate con il Balzan (2019-2020, in prestito) e il Sirens (2020-2021), ha fatto ritorno al Birkirkara.

### Nazionale
Il 4 settembre ha esordito con la Nazionale maggiore maltese nell'amichevole persa per 1-0 contro la Slovacchia.

## Palmarès

### Club

#### Competizioni nazionali
- Campionato maltese: 1

Birkirkara: 2012-2013
- Supercoppa di Malta: 2

Birkirkara: 2013, 2014
- Coppa di Malta: 1

Birkirkara: 2014-2015